# Przyjaciel do końca świata
Przyjaciel do końca świata (ang. Seeking a Friend for the End of the World) – fantastycznonaukowy komediodramat romantyczny z 2012 roku oparty na scenariuszu i reżyserii Lorene Scafarii, zrealizowany w singapursko-amerykańsko-malezyjsko-indonezyjskiej koprodukcji.
Światowa premiera filmu miała miejsce 22 czerwca 2012 roku, natomiast w Polsce odbyła się 13 lipca 2012 roku.

## Opis fabuły
W kierunku Ziemi zbliża się asteroida, która – jak podają media – zniszczy planetę. Koniec świata ma nastąpić za trzy tygodnie. Na wieść o kataklizmie sprzedawcę ubezpieczeń Dodge'a (Steve Carell) porzuca żona. Sąsiadka, Penny (Keira Knightley), przynosi mu adresowany do niego list, który przez pomyłkę trafił do jej skrzynki. To wiadomość od byłej dziewczyny Dodge'a, która zaprasza go do siebie. Penny proponuje, że zawiezie go na spotkanie.

## Obsada
- Steve Carell jako Dodge Petersen
- Keira Knightley jako Penelope „Penny” Lockhart
- William Petersen jako Trucker
- Melanie Lynskey jako Karen
- Adam Brody jako Owen
- Tonita Castro jako Elsa
- Derek Luke jako Speck
- Connie Britton jako Diane
- Patton Oswalt jako Roache
- Rob Corddry jako Warren
- Melinda Dillon jako Rose
- Rob Huebel jako Jeremy
- Gillian Jacobs jako Katie
- Amy Schumer jako Lacey

i inni